# Ariane Amsberg
Ariane Charlotte Elisabeth Amsberg (Berlijn, 25 augustus 1930 – Leiderdorp, 8 december 2016) was een Nederlandse auteur en feministe. Zij had grote invloed op de seksuele revolutie en wilde in Nederland de seksuele beleving van de vrouw uit de taboesfeer halen. Ze werkte mee aan radio- en tv-programma's over seksualiteit  en opvoeding, schreef boeken, artikelen en columns. Zij werd wel de goeroe van de vrouwelijke lust genoemd.

## Leven en werk
Ariane Amsberg was de oudste dochter van Julius Fritz Amsberg, een Joodse Duitse bankier en Alice Vorreiter, een katholieke Belgische actrice. Ariane's vader was directeur van de Dresdner Bank in Hannover, maar werd ontslagen in 1933 toen Adolf Hitler in Duitsland aan de macht kwam. In 1934 vluchtte het gezin naar Amsterdam. De drie dochters kregen een katholieke opvoeding en gingen naar een katholieke meisjesschool.
In 1939 werd de bank, die haar vader had opgericht in Amsterdam, ontmanteld toen de Joodse compagnon naar Zuid-Amerika vluchtte. Arianes vader werd toen de Tweede Wereldoorlog in september van dat jaar uitbrak, net als alle Duitsers gevangengenomen, omdat zij gezien werden als vijfde colonne. Hij kwam vrij en keerde terug naar Amsterdam. Daarna wist zijn vrouw er verschillende keren bij razzia's voor te zorgen dat hij niet werd gedeporteerd. Hij wist bijvoorbeeld te ontkomen door in de tuin over een hek naar de buren te klimmen. Eenmaal werd hij meegenomen en naar de Hollandse Schouwburg gebracht om gedeporteerd te worden, maar zijn vrouw wist hem met trucs en geld weer vrij te krijgen. Zij werd onder druk gezet om te scheiden, gechanteerd en afgeperst. De Gestapo vertelde haar dat de dochters op het programma stonden om onvruchtbaar gemaakt te worden. De dochters werden zoveel mogelijk van de oorlog afgeschermd. Alleen de jongste dochter (1939) wist niet wat er gebeurde en wist zelfs lang na de oorlog nog niet dat haar vader Joods was. In 1944, toen alle Joodse gezinnen waren weggevoerd, werden ook Joden in gemengde huwelijken opgepakt. De vader moest werken in het Amsterdamse Bos, waar vandaan hij ook gedeporteerd kon worden. Toen hij ziek werd, dook hij onder.
Na de oorlog werd Ariane Amsberg naar Zweden gestuurd om aan te sterken. Daar kwam ze in aanraking met vrijere omgangsvormen dan zij in Nederland gewend was. Terug in Nederland ging zij naar het Amsterdams Lyceum en studeerde later Frans aan de Universiteit van Amsterdam.
Van 1951 tot 1954 speelde zij als volontaire bij het Amsterdams Toneel Gezelschap van Albert van Dalsum. Zij kreeg toneelles van Cruys Voorbergh en Else Mauhs, balletles van Sonia Gaskell, spraakles van Georgette Rejewsky. Ze ging naar Parijs en volgde daar twee jaar de Cours d'Art Dramatique aan de Sorbonne. Zij sloot zich aan bij de studententheatergroep Les Théophiliens.
In Parijs ontmoette Amsberg de diplomaat Maarten Mourik. Door hun huwelijk woonde zij van 1959 tot 1970 in het buitenland. Na de echtscheiding en haar terugkeer in Nederland kwam ze in contact met het Nederlands Instituut voor Sociaal Sexuologisch Onderzoek (NISSO) en de Nederlandse Vereniging voor Seksuele Hervorming (NVSH). Zij werd actief in de vrouwenbeweging en ging lezingen en gastcolleges geven over seksualiteit en rolpatronen.

## Seksualiteit
Vanaf 1976 werkte Amsberg mee aan het VPRO-radioprogramma Seks op Vrijdag van Germaine Groenier. Zij ging schrijven voor het feministische blad Opzij, voor het tijdschrift Sekstant van de NVSH en de reeks Relatie en Sexualiteit. Zij verzorgde een emancipatie-item in het TROS-radioprogramma Week in, week uit. In 1987 startte het VARA-programma Nul nul sex waarin Amsberg vragen beantwoordde. Tussen 1989 en 1992 had zij een vaste column in het programma Klasse van de KRO-radio en vanaf augustus 1989 gedurende vijf jaar een vaste column in het Algemeen Dagblad. Haar belangrijkste punt was dat jongeren goede seksuele voorlichting moesten hebben en in de seksuele voorlichting benadrukte ze dat meisjes moesten leren masturberen voor ze met een jongen seks zouden hebben. Ze formuleerde het als volgt: Je moet eerst je eigen instrument leren bespelen voordat je samen muziek kunt maken.

## Familie
Televisieregisseur en journalist Kiki Amsberg is de jongste zus van Ariane Amsberg.
- Biografisch Portaal: 20418308
- International Standard Name Identifier: 0000 0003 8567 2940
- Library of Congress Control Number: n82041385
- Nederlandse Thesaurus van Auteursnamen: 067526292
- Virtual International Authority File: 248165960
- WorldCat: E39PBJpdTkChkRRhhQGTm4WxDq